# Graziella Lupo
Graziella Lupo (Luserna San Giovanni, 20 novembre 1920 – Como, 24 ottobre 2014) è stata una chirurga plastica italiana, tra le prime chirurgoplastiche a livello internazionale.

## Biografia
Nasce da Carlo, divenuto pastore valdese dopo aver abbracciato la religione della moglie, Lily Malan. Alla fine degli anni '30 si trasferiscono dalla Val Pellice a Como, dove Graziella, unica figlia della coppia, si diploma nel 1939; si iscrive poi alla Facoltà di Medicina dell’Università degli Studi di Milano, e compie il suo percorso di studi in mezzo a notevoli difficoltà per raggiungere Il capoluogo a causa dei frequenti mitragliamenti ai treni e dei bombardamenti. 
Nella loro casa, durante l’occupazione tedesca, danno rifugio a valdesi, antifascisti ed ebrei cercando di aiutarli ad espatriare. 
Finita la guerra, nel 1946 si laurea, a pieni voti, in Medicina e Chirurgia e compie il suo tirocinio all’Ospedale Sant’Anna di Como. Qui è invitata dal prof. Renzo Pecco, ad aiutare in sala operatoria presso l’Ospedale dove mancavano i medici in quanto impegnati al fronte. Lei stessa ha raccontato quei momenti, quando, dopo aver vinto un primo moto di disagio nel vedere certe ferite, si fa presto sicura nell’assistere il suo mentore, mentre dalle vetrate della sala operatoria si vedono sfrecciare aerei nemici, con la consapevolezza che da lì non ci si può muovere, non si possono abbandonare i malati, anche se ci fosse un mitragliamento, come le ripete Pecco.
Si specializza in Chirurgia plastica ed inizia la sua attività operando a Milano e a Como. Si dedica alla ricostruzione e cura di parti delicate del corpo come il viso, le labbra, il seno e, andata poi in pensione, continua la sua opera come volontaria.
Il suo impegno nella professione di chirurga è accompagnato dalla sua passione per la pittura. Per sua volontà, dopo la sua scomparsa, una collezione dei suoi quadri raffiguranti prevalentemente paesaggi della Val Pellice sono donati alla struttura Diaconia valdese situata sulla collina di Luserna San Giovanni. Le sue opere sono state oggetto di una mostra presso il Rifugio Re Carlo Alberto. Muore a 94 anni.

## Carriera chirurgica
Dal 1947 al 1954 è assistente presso il Padiglione dei mutilati del viso di Milano, diretto da Gustavo Sanvenero Rosselli, allora un modello di ospedale di chirurgia plastica
Nel 1948 apre all’Ospedale S. Anna di Como un consultorio di chirurgia plastica, uno dei primi in tale settore in Italia. E successivamente nel 1954, presso lo stesso nosocomio, apre di un reparto ospedaliero di chirurgia plastica, il primo in Italia in questo settore. Ne sarà primario fino al 1985 qualificandosi come prima donna primario nell'ospedale Sant'Anna di Como
Lavora con successo alle prime ricostruzioni di mammelle, dopo interventi, allora demolitivi, causati da asportazioni per cancro al seno. Si dedica alla ricostruzione di alterazioni al naso utilizzando metodi innovativi nella correzione di deformità problematiche per la respirazione. Tratta con assiduità la problematica della ricostruzione delle labbra studiando gli effetti indesiderati delle procedure classiche e innovando le procedure in uso per il trattamento dello sfintere labiale. 
Da studiosa si occupa di fornire agli addetti ai lavori una rassegna della letteratura medico-scientifica sulla tecnica delle ricostruzioni.

## Carriera accademica e istituzionale
È docente presso la Scuola di Chirurgia Plastica di Pavia
È tra i fondatori della Fondazione Sanvenero Rosselli per lo studio e lo sviluppo della chirurgia plastica, con sede a Milano e della quale è Presidente dal 1983 al 1988
Partecipa a numerosi congressi in Italia e all'estero; agli inizi degli anni '90 è stata invitata a tenere una relazione alla Società di chirurgia plastica ed estetica di New York, prima medico italiano ed avere questo onore.

## Nel Soroptimist
Nel 1955, subito dopo la fondazione del Soroptimist International Club di Como, entra a farne parte e dal 1960 al 1962 ricopre la carica di presidente. Come chirurgo plastico si sente vicina alla fondatrice del Soroptimist International of Europe, anch’essa medica e chirurga plastica: Madame Suzanne Noël.

## Scritti
- Graziella Lupo e Giorgio Boggio Robutti, Plastiche del seno e della regione mammaria, Torino, Minerva medica, 1970.
- Graziella Lupo, Le folgorazioni del labbro, Torino, Minerva medica, 1960.
- Graziella Lupo, The history of aesthetic rhinoplastyː special emphasis on the saddle nose, in Aesthetic plastic surgery, vol. 21, n. 5, 1997,  pp. 309-327.
- Graziella Lupo e Riccardo F. Mazzola, Our experience with Lip Reconstruction. A lesson from History, in Clinics in Plastic Surgery, vol. 11, n. 4, 1984,  pp. 619-635.
- Graziella Lupo e Riccardo F. Mazzola, Evolving concepts in lip reconstruction, in Clinics in Plastic Surgery, vol. 11, n. 4, 1984,  pp. 583-617.

## Onorificenze
- Nel 1989, su proposta dell’Ospedale S. Anna di Como, è insignita dell’onorificenza di Commendatore al Merito della Repubblica italiana[17].

- Ottiene l’Abbondino d’Oro (massima onorificenza cittadina comasca), 6 dicembre 1993[18].